# Hystrichonychus ambiguae
Hystrichonychus ambiguae är en spindeldjursart som beskrevs av James P. Tuttle och Baker 1968. Hystrichonychus ambiguae ingår i släktet Hystrichonychus och familjen Tetranychidae. Inga underarter finns listade i Catalogue of Life.